# 26号弗吉尼亚州州道
維吉尼亞州26號公路（Virginia State Highway 26）是美國維吉尼亞州的重要公路之一，連接美國國道460和維吉尼亞州24號公路。於1933年建成，全長20.6公里。